# اچ‌ام‌اس ددراگون (دی۳۵)
اچ‌ام‌اس ددراگون (دی۳۵) (به انگلیسی: HMS Dragon (D35)) یک کشتی است که طول آن ۱۵۲٫۴ متر (۵۰۰ فوت ۰ اینچ) می‌باشد. این کشتی در سال ۲۰۰۸ ساخته شد.